# Actaea tessellata
Actaea tessellata es una especie de crustáceo decápodo de la familia Xanthidae.